# Paul Thomas Anderson
Paul Thomas Anderson (Studio City (Los Angeles, Californië), 26 juni 1970) is een Amerikaans filmregisseur en scenarioschrijver, bekend van films als Boogie Nights, Magnolia, Punch-Drunk Love en There Will Be Blood.

## Levensloop
Paul Thomas Anderson groeide op in "The Valley". Hij is de zoon van Ernie Anderson, een stemacteur die als aankondiger of verteller te horen was in verscheidene televisieprogramma's. Ernie Anderson presenteerde als "Ghoulardi" een horrorshow, Shock Theater, op de lokale televisie van Cleveland, Ohio.
Anderson is grotendeels autodidact. Hij is, samen met onder anderen Quentin Tarantino, een van de eerste regisseurs uit de "VCR-generatie", de generatie filmmakers die naar de videotheek kon gaan om films te zien, en toegang had tot een groter aantal films dan vroegere filmmakers, en dus via het kijken van films de technieken kon leren om films te maken. In 1988 maakte hij al een korte mockumentary, The Dirk Diggler Story, over een gevallen pornoacteur, genaamd Dirk Diggler, met een enorme penis.
Anderson verliet de filmschool van de New York University na twee dagen, waarna hij productieassistent werd bij enkele videoclips en commercials. In 1993 nam hij de korte film Cigarettes & Coffee op. In 1996 kwam zijn eerste lange film uit, Hard Eight. Rollen werden gegeven aan acteurs die later vaker te zien zouden zijn in zijn films: Philip Baker Hall, John C. Reilly en, in een kleine rol, Philip Seymour Hoffman. Oorspronkelijk zou de film Sydney heten, maar tegen Andersons wil in veranderde de productiemaatschappij de titel van de film naar Hard Eight. De film werd positief ontvangen door de critici, maar wist weinig aandacht bij de pers en geen groot publiek te trekken.
Zijn tweede lange speelfilm, Boogie Nights uit 1997, gaat over de porno-industrie uit de jaren zeventig, een tijd waarin pornofilms nog op film werden opgenomen (in plaats van op video), werden uitgebracht in bioscopen en pornosterren het idee hadden dat ze echte filmsterren waren. In feite is de film een meer serieuze remake van zijn eerdere korte film The Dirk Diggler Story. De ensemblefilm laat het leven zien van een hechte groep pornosterren, waarbij vooral aandacht uitgaat naar de opkomst en ondergang van Dirk Diggler (Mark Wahlberg). Het laat zowel de successen zien (het geld, de prijzen) als de schaduwzijde (jaloezie, zelfmoord, drugsmisbruik). Behalve Hall, Reilly en Hoffman voegden ook Julianne Moore, William H. Macy, Luis Guzmán en Melora Walters met deze film in Andersons cirkel van vaste acteurs en actrices. De film betekent zijn grote doorbraak en zijn eerste succes, zowel bij het publiek als bij critici. Ook redde de film de in een slop geraakte carrières van Wahlberg en Burt Reynolds. De film zou uiteindelijk worden genomineerd voor drie Oscars, een voor Anderson voor het schrijven van het scenario (uiteindelijk gewonnen door Matt Damon en Ben Affleck voor het schrijven van Good Will Hunting).
Twee jaar later keerde hij terug met een nieuwe film, het meer dan drie uur lange Magnolia. Magnolia bezit een grote cast (met behalve een groot deel van zijn vaste acteurs ook een rol voor Tom Cruise, die genomineerd wordt voor een Oscar) en verscheidene verhaallijnen, die allen losjes aan elkaar worden gebonden. Thema's als familie, liefde, dood, eenzaamheid en bedrog komen voorbij. Tevens bevat de film een verrassend einde en de soundtrack van Aimee Mann. De film werd door de critici binnengehaald als een van de beste films van 1999. Behalve Cruise worden Aimee Manns liedje "Save me" en Andersons scenario alle genomineerd voor een Oscar.
Hierna werkte hij een tijdje als schrijver en regisseur van sketches bij het programma Saturday Night Live. Hier ontmoet hij onder andere komiek Adam Sandler, met wie hij in 2002 zijn vierde film maakt, Punch-Drunk Love. Deze samenwerking wekte bij critici gemengde gevoelens: alhoewel Anderson beschouwd wordt als een van de beste regisseurs van het moment, worden Sandlers films meestal vrij slecht ontvangen bij de critici. De film maakte zijn debuut op het filmfestival van Cannes 2002, waar hij goed werd ontvangen. Anderson kreeg onder andere de prijs voor beste regisseur voor de film.
Anderson heeft een relatie met Maya Rudolph. Ze hebben samen vier kinderen.

## Kenmerken
Het vroege werk van Paul Thomas Anderson bestaat deels uit grote ensemblefilms. De cast bestaat meestal uit een groot aantal personages en er zijn meerdere verhaallijnen in elkaar verweven. Hierdoor wordt hij vaak vergeleken met Robert Altman. Vaste acteurs zijn onder anderen Philip Seymour Hoffman, Philip Baker Hall, John C. Reilly, Luis Guzmán, Melora Walters, Julianne Moore en William H. Macy.
Zijn films gaan meestal over families en relaties tussen mensen. Californië staat centraal in vrijwel al zijn films, behalve Phantom Thread dat zich in London afspeelt.
Een stijlkenmerk van zijn vroege werk is het regelmatige gebruik van long takes, lange, onbewerkte shots. Bij Anderson beweegt de camera veelvuldig tijdens een long take, vergelijkbaar met het werk van Stanley Kubrick en Max Ophüls.

## Filmografie
- Hard Eight (ook bekend als Sydney, 1996)
- Boogie Nights (1997)
- Magnolia (1999)
- Punch-Drunk Love (2002)
- There Will Be Blood (2007)
- The Master (2012)
- Inherent Vice (2014)
- Phantom Thread (2017)
- Licorice Pizza (2021)